# Oktober 2007
Portal Geschichte | Portal Biografien | Aktuelle Ereignisse | Jahreskalender | Tagesartikel

◄ |
20. Jahrhundert |
21. Jahrhundert

◄ |
1970er |
1980er |
1990er |
2000er
| 2010er | 2020er | 2030er | ►

◄ |
2003 |
2004 |
2005 |
2006 |
2007
| 2008 | 2009 | 2010 | 2011 | ►

◄ |
Juli 2007 |
August 2007 |
September 2007 |
Oktober 2007 |
November 2007 |
Dezember 2007 |
Januar 2008 |
►
Dieser Artikel behandelt tagesbezogene Nachrichten und Ereignisse im Oktober 2007.

## Tagesgeschehen

### Montag, 1. Oktober 2007

Lage der Nordwestlichen Grenzprovinz in Pakistan, östlich von Afghanistan

- Bannu/Pakistan: In der Stadt im Grenzgebiet zu Afghanistan tötet ein Selbstmordattentäter mindestens 15 Personen an einem Straßenkontrollpunkt der Polizei. Seit Juli kamen bei Anschlägen in Pakistan, v. a. in der Nordwestlichen Grenzprovinz, mehr als 200 Soldaten und Sicherheitskräfte ums Leben.[1]
- Bielefeld/Deutschland: Der bürgerrechtliche Arbeitskreis (AK) Vorratsdatenspeicherung stellt die Initiative „Wir speichern nicht!“ vor. Da die Bundesregierung ein Gesetz plant, das es Internetdienstanbietern zur Auflage macht, die IP-Adressen der Nutzer von Websites für ein später möglicherweise erfolgendes Ermittlungsverfahren zu speichern, bringt der AK mit seiner Aktion zum Ausdruck, dass eine solche Protokollierung laut Telemedien- und Telekommunikationsgesetz verboten sei.[2]

### Dienstag, 2. Oktober 2007
- Bagdad/Irak: Auf seiner ersten Reise in den Irak kündigt der Premierminister des Vereinigten Königreichs Gordon Brown an, dass bis Jahresende die Zahl der britischen Soldaten im Irak um 1.000 auf dann 4.500 reduziert wird.[3]
- Lissabon/Portugal: Die Kommission der Europäischen Union (EU) plant eine Richtlinie, die die EU-Mitgliedstaaten zur stärkeren Nutzung von Energie aus regenerativen Quellen verpflichtet. Der Anteil so genannter „grüner Energie“ am Gesamtverbrauch soll bis 2020 auf 20 % steigen.[4]
- Pjöngjang/Nordkorea: Das dreitägige Gipfeltreffen zwischen Südkoreas Präsident Roh Moo-hyun und Nordkoreas Staatsführer Kim Jong-il im Zeichen der Entspannung beginnt. Zuvor durchquerte Moo-hyun zu Fuß die demilitarisierte Zone. Es ist der zweite innerkoreanische Gipfel nach dem Koreakrieg vor mehr als 50 Jahren. Der erste Gipfel fand, ebenfalls in Pjöngjang, im Jahr 2000 statt.[5]
- Rangun/Myanmar: Der Sondergesandte der Vereinten Nationen Ibrahim Gambari trifft den Regierungschef von Myanmar. Trotz der internationalen Aufmerksamkeit lässt die Regierung die Proteste gegen die Militärdiktatur gewaltsam beenden.[6]
- Washington, D.C./Vereinigte Staaten: Der US-Kongress wirft der privaten Sicherheitsfirma Blackwater vor, dass deren Mitarbeiter im Irak, ausgerüstet wie Soldaten, in annähernd 200 Schießereien verwickelt waren und dabei auch auf Zivilisten schossen.[7]

### Mittwoch, 3. Oktober 2007
- Peking/China: Nordkoreas Regierung sagt zu, drei Nuklearanlagen unter Kontrolle der fünf Staaten Japan, Russland, Südkorea, Vereinigte Staaten und Volksrepublik China bis Ende des Jahres abzubauen. Darunter ist die Kerntechnische Anlage Nyŏngbyŏn, in der Nordkorea mutmaßlich Plutonium für Kernwaffen herstellt.[8]
- Straßburg/Frankreich: Der Präsident der Türkei Abdullah Gül sagt vor dem Parlament der Europäischen Union, dass sich die Einhaltung der Menschenrechte in der Türkei verbessert habe, und er werde prüfen lassen, ob ein bestimmter angemahnter Paragraf die Meinungsfreiheit einschränkt.

### Donnerstag, 4. Oktober 2007
- Berlin/Deutschland: Bundesfamilienministerin Ursula von der Leyen stellt den „Familienatlas 2007“ vor. Die familienfreundlichste Stadt ist Potsdam.[9]
- Frankfurt am Main/Deutschland: Die vergleichsweise mitgliederarme Gewerkschaft Deutscher Lokomotivführer plant Streiks. Ab Betriebsbeginn am nächsten Morgen soll nur circa ein Drittel der Züge fahren.
- Rangun/Myanmar: Der Regierungschef von Myanmar setzt für Gespräche mit der Opposition voraus, dass die Opposition keine Sanktionen gegen die Regierung unterstützt.

### Freitag, 5. Oktober 2007
- Kundus/Afghanistan: Auf deutsche Soldaten wird ein Anschlag verübt. Drei Bundeswehrsoldaten und ein Dolmetscher werden schwer verletzt.[10]
- Washington, D.C./Vereinigte Staaten: Das Repräsentantenhaus hebt die Immunität der im Auftrag der Vereinigten Staaten im Ausland agierenden Mitarbeiter privater Sicherheitsfirmen auf.

### Samstag, 6. Oktober 2007
- Australien, Vereinigte Staaten: In den Vereinigten Staaten und einigen Regionen Australiens wird gegen die Gewalt der Regierung Myanmars demonstriert.
- Bern/Schweiz Im Zusammenhang mit den bevorstehenden Parlamentswahlen gibt es schwere Ausschreitungen seitens linksextremer Demonstranten, mehrere Personen werden festgenommen, 17 Polizeibeamte werden verletzt.
- Islamabad/Pakistan: Die Präsidentschaftswahlen in Pakistan finden ohne Beteiligung der Oppositionsparteien statt. Die Zustimmung für Amtsinhaber Pervez Musharraf fällt somit de jure sehr hoch aus, doch ein Gericht wird darüber befinden müssen, ob die Wahl annulliert wird.[11][12]
- Kabul/Afghanistan: Gegen Mitglieder der Schutztruppe der NATO wird ein Anschlag verübt. Mindestens fünf Zivilisten und ein Soldat werden getötet.
- New York/Vereinigte Staaten: Der Sicherheitsrat der Vereinten Nationen berät über Sanktionen gegen die diktatorischen militärischen Herrscher in Myanmar. Eine Resolution ist unwahrscheinlich, da China das Selbstbestimmungsrecht des Landes und somit der bestehenden Militärherrschaft gewahrt sehen will.

### Sonntag, 7. Oktober 2007
- Berlin/Deutschland: Die Lokführergewerkschaft GDL kündigt an, schon ab Dienstag werde eventuell wieder gestreikt.[13]
- China: Ein Taifun im Süden Chinas verursachte Erdrutsche und Überschwemmungen in Dörfern.[14]

### Montag, 8. Oktober 2007

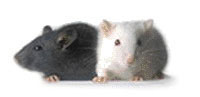
Knockout-Maus (rechts)

- Deutschland: Die Lokführergewerkschaft GDL bringt den kommenden Mittwoch als ersten Streiktag ins Spiel. Bis dahin wolle sie das Angebot der Deutschen Bahn AG abwarten. Ein Sprecher der GDL deutet Verhandlungsbereitschaft an.[15]
- Kundus/Afghanistan: Auf ein Bundeswehrlager wird ein Anschlag verübt. Es wird niemand verletzt.[15]
- Stockholm/Schweden: Die Molekularbiologen Mario Capecchi, Martin Evans und Oliver Smithies werden in diesem Jahr für ihre Arbeiten an der Knockout-Maus den Medizin-Nobelpreis erhalten.[16]
- Vereinigtes Königreich: Premierminister Gordon Brown kündigt an, fast die Hälfte der Truppen Großbritanniens aus dem Irak abzuziehen. Er sagt, es müsse geprüft werden, wann ein Gesamtabzug opportun ist.[15]

### Dienstag, 9. Oktober 2007

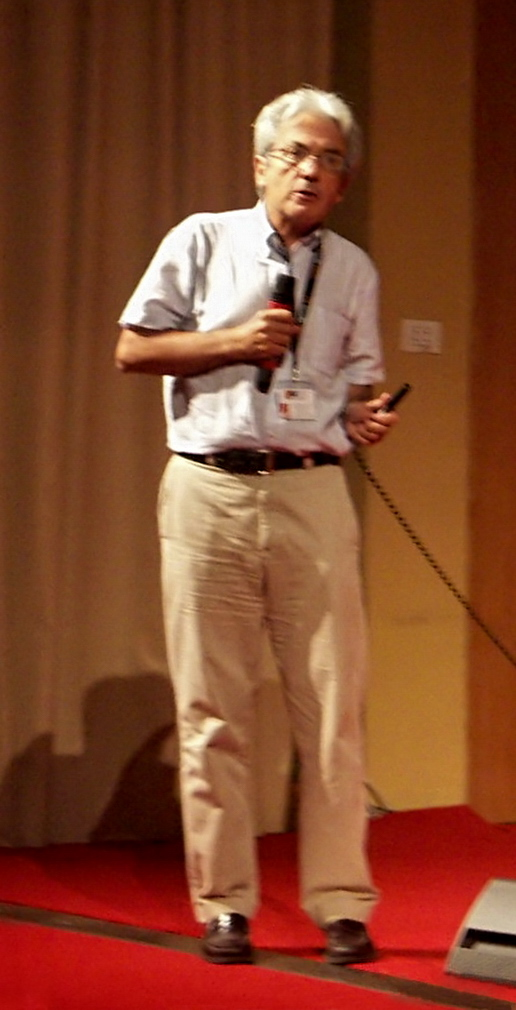
Albert Fert

- Berlin/Deutschland: Die Gewerkschaft Deutscher Lokomotivführer erklärt, dass die ersten Streiks erst ab Donnerstag zu erwarten seien, betroffen wären u. a. Regional- und S-Bahnen, aber keine Intercity-Express-Züge. Die Deutsche Bahn sichert ihren Kunden Verkehr nach Notfahrplänen zu.[17]
- Hamburg/Deutschland: Bei der Aufzeichnung der Talkshow Kerner schließt Gastgeber Johannes B. Kerner die TV-Moderatorin Eva Herman aus dem laufenden Gespräch aus, weil sie nicht über ihre früher getätigten Äußerungen zur Familienpolitik des Nationalsozialismus reden möchte.[18]
- Kabul/Afghanistan: Die Geiselnehmer des in Afghanistan entführten deutschen Bauingenieurs Rudolf Blechschmidt veröffentlichten ein neues Video, das den Gefangenen zeigt. Der deutsche Minister des Auswärtigen Frank-Walter Steinmeier will „noch keine Bewertung abgeben“.[19]
- La Plata/Argentinien: Christian von Wernich, katholischer Priester in Buenos Aires, wird wegen seiner Beteiligung an Morden, Folterungen und Entführungen während der argentinischen Militärdiktatur zu lebenslanger Haft verurteilt.[20]
- München/Deutschland: Der Landtag wählt Günther Beckstein (CSU) zum neuen Bayerischen Ministerpräsidenten.[21]
- Stockholm/Schweden: In diesem Jahr werden der Franzose Albert Fert und der Deutsche Peter Grünberg für ihre Entdeckung des Riesenmagnetowiderstand-Effekts den Nobelpreis für Physik erhalten. Ihr Forschungsergebnis kommt in 90 % der Datenspeicher zur Anwendung.[22]

### Mittwoch, 10. Oktober 2007

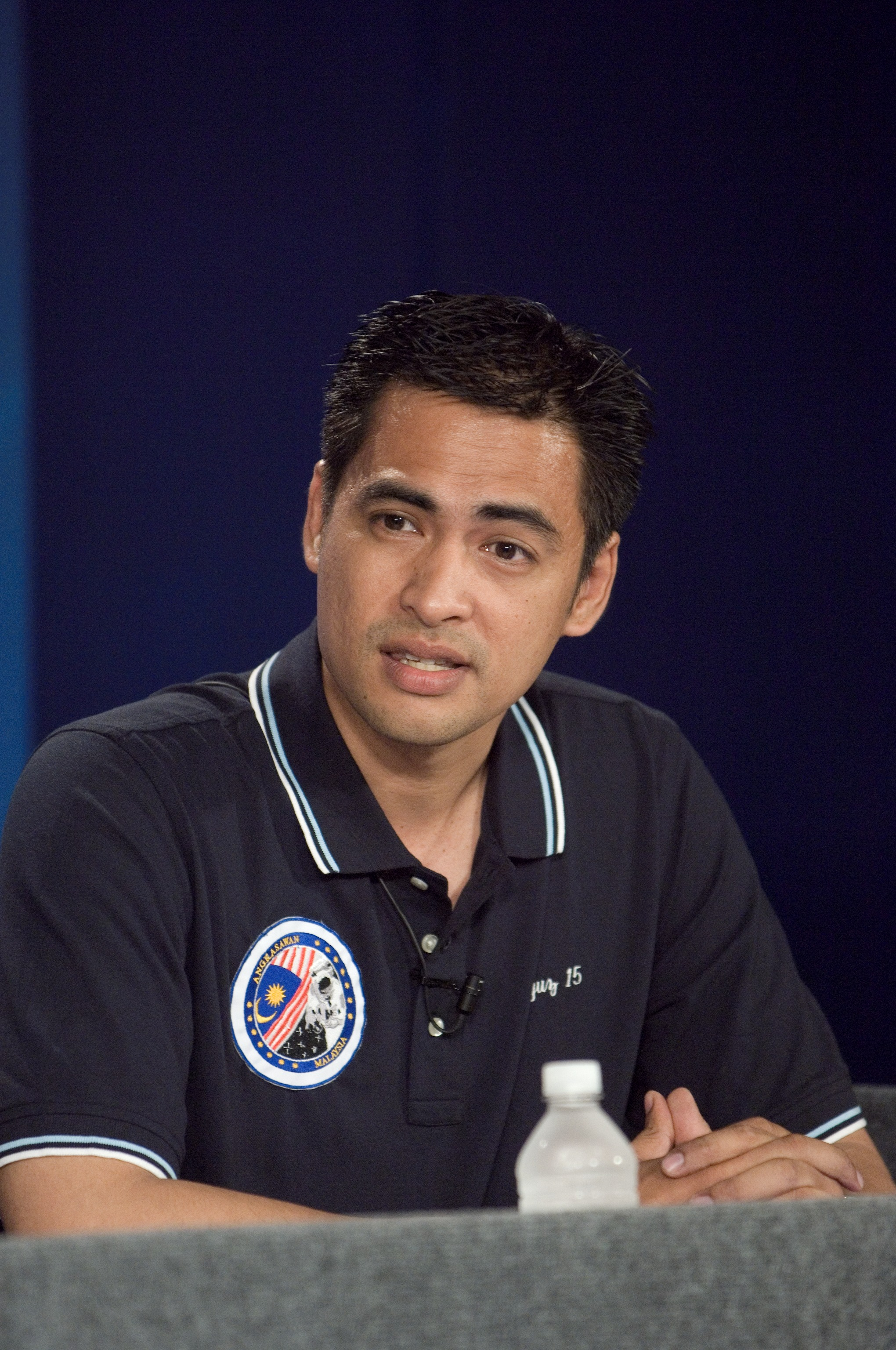
Sheikh Muszaphar Shukor

- Afghanistan: Der in Afghanistan entführte deutsche Bauingenieur Rudolf Blechschmidt wird nach 85 Tagen in Gefangenschaft freigelassen. Als Gegenleistung erhalten afghanische Gefangene die Freiheit.
- Baikonur/Kasachstan: Mit Sheikh Muszaphar Shukor befindet sich erstmals ein Muslim auf dem Weg zur Internationalen Raumstation (ISS). Auf der Station wollte er ursprünglich nicht nur die muslimische Fastenzeit einhalten, sondern sich auch zum Gebet nach Mekka ausrichten. Weil das schwierig ist, wurde ihm erlaubt, dass er seine religiösen Pflichten später auf der Erde nachholt. Shukor ist der erste Raumfahrer mit malaysischer Staatsbürgerschaft.[23]
- Frankfurt am Main/Deutschland: Die Gewerkschaft Deutscher Lokomotivführer kündigt an, dass sie ihre Mitglieder frühestens am Freitag zur Arbeitsniederlegung bewegen werde.
- Frankfurt am Main/Deutschland: Auf der Frankfurter Buchmesse werden so viele der ausgestellten Bücher wie nie zuvor als E-Books präsentiert, und zwar etwa ein Drittel.
- Karlsruhe/Deutschland: Das Bundesverfassungsgericht kündigt nach einer mündlichen Verhandlung eine Grundsatzentscheidung über die Frage an, ob Online-Durchsuchungen mit dem Grundgesetz vereinbar sind. Beschwerdeführer ist u. a. der ehemalige Bundesinnenminister Gerhart Baum (FDP). Die Kläger gehen gegen ein Gesetz des Landes Nordrhein-Westfalen vor.[24]
- Stockholm/Schweden: Der Deutsche Gerhard Ertl wird in diesem Jahr den Nobelpreis für Chemie erhalten. Die Stiftung würdigt seine Untersuchung von chemischen Prozessen auf Festkörperoberflächen. Ertl ist der erste Preisträger seit 20 Jahren mit deutscher Staatsangehörigkeit.[25]

### Donnerstag, 11. Oktober 2007
- Frankfurt am Main/Deutschland: Die in Afghanistan freigelassene Geisel Rudolf Blechschmidt landet auf dem Frankfurter Flughafen.
- Frankfurt am Main/Deutschland: Die Gewerkschaft Deutscher Lokomotivführer kündigt an, dass ihre Mitglieder morgen die Arbeit niederlegen werden.
- Stockholm/Schweden: Die Britin Doris Lessing wird in diesem Jahr als elfte Frau in der 104-jährigen Geschichte der Verleihung der Nobelpreise den Preis in der Kategorie Literatur erhalten.

### Freitag, 12. Oktober 2007

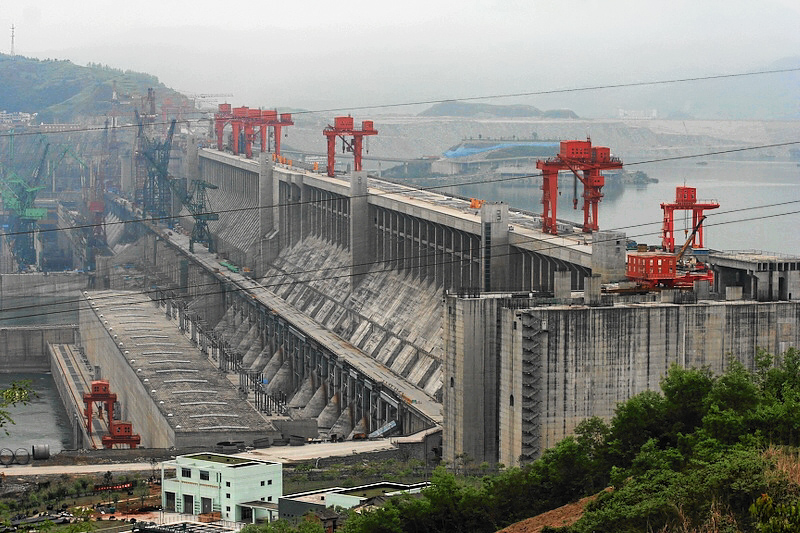
Die noch unfertige Hauptmauer des Drei-Schluchten-Damms im April 2006

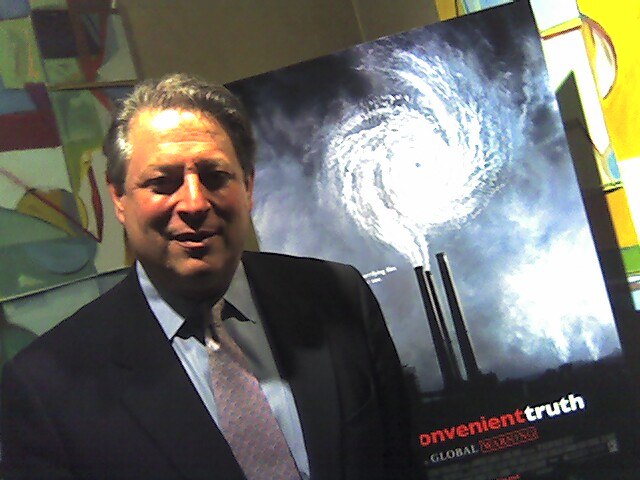
Al Gore

- Berlin/Deutschland: Mehr als zwei Drittel der Mitglieder des Bundestags stimmen für die Verlängerung des Bundeswehreinsatzes in Afghanistan.
- Berlin/Deutschland: Die Mitglieder des Bundestags verabschieden ein Vorbereitungsgesetz zur Volkszählung.
- Berlin/Deutschland: Der Bundesrat stimmt gegen die Teilprivatisierung der Deutsche Bahn AG.
- Berlin/Deutschland: Bundeskanzlerin Angela Merkel (CDU) verteidigt die Sozialreformen der so genannten „Agenda 2010“, die unter der rot-grünen Vorgängerregierung unter Gerhard Schröder (SPD) entstanden und die viele langjährige Wähler der SPD bei der Bundestagswahl 2005 dazu bewogen, ihr Wahlverhalten zu ändern.
- Berlin/Deutschland: Bundesfamilienministerin Ursula von der Leyen schlägt vor, Jugendliche als verdeckte Testkäufer zu benutzen, um herauszufinden, wer Waren an Jugendliche verkauft, obwohl der Verkauf illegal ist.
- Dolomiten/Italien: In Form einer Steinlawine stürzt ein Teil des Einserkofels zu Tal. Es wird niemand verletzt.
- Frankfurt am Main/Deutschland: Die Mitglieder der Gewerkschaft Deutscher Lokomotivführer bestreiken den Schienenpersonennahverkehr. Nach Angaben der Gewerkschaft steht das Ende des Streiks am kommenden Mittwoch in Aussicht.
- Hubei/China: Die Erbauer des Drei-Schluchten-Staudamms geben bekannt, dass circa 3.000.000 ihre Heimat in der Nähe des Bauwerks verlassen müssen.
- Istanbul/Türkei: Ein ägyptisches Flugzeug landet auf dem Rumpf, weil sich die Räder nicht ausfahren lassen, und fängt Feuer. Es wird niemand verletzt.
- Moskau/Russland: Präsident Wladimir Putin droht nach einer Auseinandersetzung mit der Außenministerin der Vereinigten Staaten Condoleezza Rice über die Stationierung amerikanischer Raketenabwehrsysteme in Mittel- und Osteuropa mit dem Ausstieg seines Lands aus dem Washingtoner Vertrag über nukleare Mittelstreckensysteme. Sollte Russland im Vertragswerk bleiben, so will Putin, dass ihm auch andere Länder beitreten, zurzeit sind nur Russland und die USA Vertragspartner. Während Rice betont, dass sich das Raketenabwehrsystem nicht gegen Russland richten würde, kündigt der russische Außenminister Sergei Lawrow Gegenmaßnahmen an.
- New York/Vereinigte Staaten: Der Sicherheitsrat der Vereinten Nationen einigt sich auf eine Erklärung, die die Gewalt der Regierung Myanmars gegen friedliche Demonstranten verurteilt.
- Stockholm/Schweden: Der Zwischenstaatliche Ausschuss für Klimaänderungen und der ehemalige Vizepräsident der Vereinigten Staaten Al Gore werden den Friedensnobelpreis für das Jahr 2007 erhalten. Al Gore wird anlässlich der entsprechenden Pressemitteilung nach einer neuerlichen Kandidatur bei der Wahl zum Präsidenten der Vereinigten Staaten gefragt und erklärt, dass er dafür nicht zur Verfügung stehe.[26]

### Samstag, 13. Oktober 2007
- Berlin/Deutschland: Es findet eine Demonstration gegen die Reformen der so genannten „Agenda 2010“ und gegen Online-Durchsuchungen statt.
- Frankfurt am Main/Deutschland: Die Gewerkschaft Deutscher Lokomotivführer verspricht wegen Fortschritten in den Tarifverhandlungen mit der Deutsche Bahn AG, dass ihre Mitglieder bis Dienstag ihren Streik aussetzen.
- Kailua-Kona/Vereinigte Staaten: Der Ironman Hawaii endet mit Siegen der Britin Chrissie Wellington bei den Frauen und des Australiers Chris McCormack bei den Herren.[27][28]
- Russland: Der ehemalige Staatspräsident der Sowjetunion Michail Gorbatschow unterstützt den Präsidenten Wladimir Putin in der Debatte über einen möglichen Ausstieg Russlands aus dem Washingtoner Vertrag über nukleare Mittelstreckensysteme. Gorbatschow, der den Vertrag einst für die Sowjetunion unterzeichnete, bewertet Putins Ausstiegsdrohung als „normale Reaktion“ auf das geplante Raketenabwehrsystem der Vereinigten Staaten in Mittel- und Osteuropa.
- Vereinigte Staaten: Im Irakkrieg äußert mit General Ricardo S. Sánchez ein langjähriger Kommandant fundamentale Kritik an der Regierung der Vereinigten Staaten. Der Krieg im Irak sei laut Sanchez für die USA nicht zu gewinnen, im günstigsten Fall könne eine Niederlage abgewendet werden.

### Sonntag, 14. Oktober 2007
- Berlin/Deutschland: Bundesfamilienministerin Ursula von der Leyen nimmt ihre Vorschläge zum Jugendschutz zurück. Sie wollte jugendliche Testkäufer dazu nutzen, Verstöße gegen das Jugendschutzgesetz im Einzelhandel aufzudecken.
- Frankfurt am Main/Deutschland: Der israelische Historiker Saul Friedländer erhält den Friedenspreis des Deutschen Buchhandels. Bei der Veranstaltung wird Bundespräsident Horst Köhler attackiert, bleibt aber unverletzt. Der Angreifer wird festgenommen. Er begründet seine Tat damit, dass er auf persönliche Probleme aufmerksam machen wollte.[29]
- Hockenheim/Deutschland: Der Schwede Mattias Ekström steht nach seinem Erfolg im Jahr 2004 zum zweiten Mal in der Fahrerwertung der Rennserie DTM am Ende der Saison auf dem ersten Platz.
- Lomé/Togo: Die Parlamentswahlen finden statt.
- Wiesbaden/Deutschland: Bundeskanzlerin Angela Merkel empfängt den Präsidenten Russlands Wladimir Putin.

### Montag, 15. Oktober 2007

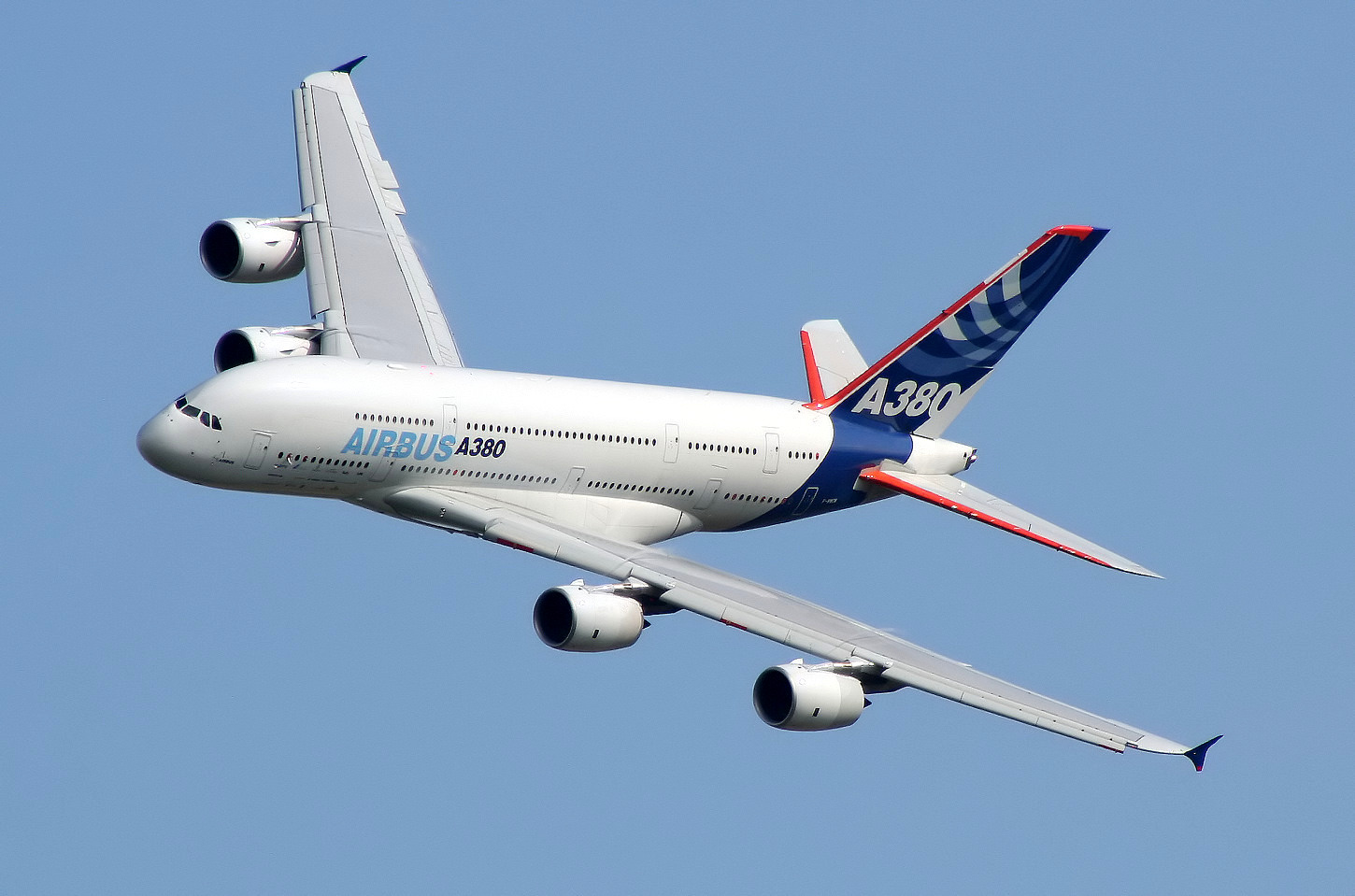
Airbus A 380

- Brüssel/Belgien: Die Europäische Union (EU) und Montenegro schließen ein Abkommen zur vereinfachten Einreise von Bürgern der EU-Mitgliedstaaten nach Montenegro.
- Stockholm/Schweden: Die Amerikaner Eric S. Maskin und Roger B. Myerson sowie ihr 1917 im Russischen Reich geborener Landsmann Leonid Hurwicz werden in diesem Jahr für „die Entwicklung der Grundlagen des Mechanism Designs“ den Alfred-Nobel-Gedächtnispreis für Wirtschaftswissenschaften erhalten.[30]
- Toulouse/Frankreich: Das erste Flugzeug vom Typ Airbus A380 wird mit einer eineinhalbjährigen Verzögerung ausgeliefert. Abnehmer ist die Fluggesellschaft Singapore Airlines.[31]
- Wiesbaden/Deutschland: Auf dem deutsch-russischen Treffen zeigen sich Meinungsverschiedenheiten in der Frage der Sanktionen gegen den Iran wegen dessen Atomprogramms. Der Präsident Russlands Wladimir Putin empfiehlt, den Dialog mit der iranischen Regierung zu suchen und auf Sanktionen zu verzichten.

### Dienstag, 16. Oktober 2007
- Iran: Der russische Präsident Putin trifft sich mit Irans Präsidenten Ahmadinedschad um über das Atomprogramm zu sprechen. Dabei kündigt Präsident Putin an, dass er den Bau des iranischen Atomkraftwerks unterstützen werde. Putin sagt, dass Russland den nuklearen Brennstoff dafür liefern werde, jedoch nicht wann.[32]
- Mainz/Deutschland: Beim SPD-Treffen könnten die Meinungsverschiedenheiten über das Arbeitslosengeld I nicht entfernt werden. Die SPD beschließt, dass über den Streik am nächsten Parteitag entschieden werden soll.[32]
- München/Deutschland: Der bayrische Landtag bestätigt Günther Beckstein als bayrischer Ministerpräsident. SPD und Grüne stimmen dagegen.[32]
- Bundesforschungsministerin Schavan kündigt an, dass in den nächsten zehn Jahren eine Million Euro zur Erforschung klimafreundlicher Technologien zur Verfügung gestellt werden.[32]
- Bundesverbraucherschutzminister Seehofer stellt eine Kennzeichnungsregelung vor, nach der Fett, Zucker und Salz für Verbraucher einfacher erkennbar sein soll: Der Energiegehalt soll an der Vorderseite des Produkts angegeben werden. Es ist jedoch für den Hersteller keine Pflicht, sich daran zu halten.[32]
- Die GDL kündigt an, gegen das Gerichtsurteil vorzugehen, wonach sie nicht Fern- und Güterverkehr bestreiken darf.[32]
- Der Energiekonzern E.ON weist die Kritik an der Strompreiserhöhung zurück. E.ON begründet die Preissteigerung mit den steigenden Steuern.[32]

### Mittwoch, 17. Oktober 2007

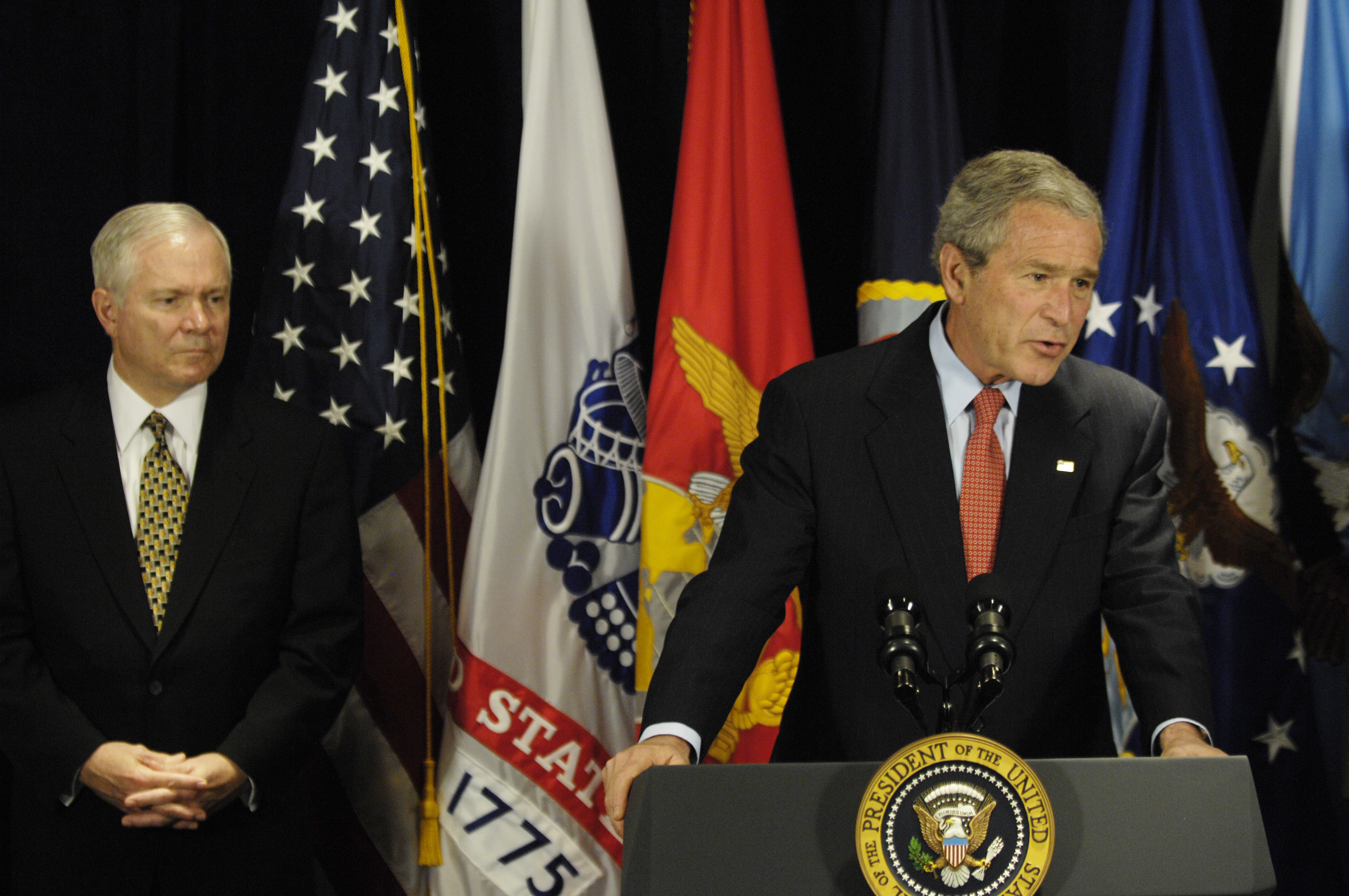
George W. Bush (rechts)

- Ankara/Türkei: Das türkische Parlament erlaubt einen Militäreinsatz im Grenzgebiet zwischen Irak und Türkei, um gegen die PKK vorzugehen.[33]
- Die GDL kündigt für morgen Streiks an, weil sie mit dem Angebot der Deutschen Bahn AG nicht einverstanden ist. Die GDL fordert von der Politik einzugreifen.[33]
- Bonn/Deutschland: Bei der Kultusministerkonferenz wird beschlossen, dass es ab dem Schuljahr 2010/2011 einheitliche Anforderungen bei den Abiturfächern Deutsch, Mathematik und eine Fremdsprache geben soll. Diese Regelung soll später auch für Naturwissenschaften gelten. Es gab keine Gegenstimmen. Ein Zentralabitur wurde abgelehnt.[33]
- Washington, D.C./Vereinigte Staaten: US-Präsident Bush warnt vor einer Verschärfung des Atomkonflikts mit dem Iran, er sagt, dass ein dritter Weltkrieg verhindert werden müsse. Er sagt: „Wir haben einen Staatschef im Iran, der Israel mit der Vernichtung gedroht hat, wir wollen einen dritten Weltkrieg verhindern. Deshalb müssen wir alles tun, damit der Iran nicht in den Besitz einer Atombombe kommt.“ Er warnt auch vor einer Verschärfung der Lage zwischen Iran und der Türkei.[33]

### Donnerstag, 18. Oktober 2007
- Berlin/Deutschland: Die GDL streikt. Dabei fielen 40 % der Züge aus. Kurt Beck kritisiert, dass die GDL Sonderregelungen, ohne Rücksicht auf andere fordert. Bundesverkehrsminister Tiefensee fordert eine schnelle Einigung. Die Deutsche Bahn AG fordert wieder Verhandlungen aufzunehmen. Die GDL kündigt an, dass am Wochenende nicht gestreikt wird und, dass am Sonntag bekanntgegeben wird, ob es am Montag Streiks geben werde.[34]
- Frankreich: Die französische Lokführergewerkschaft streikt gegen die Rentenpläne des französischen Präsidenten Sarkozy.[35]
- Frankreich: Präsident Sarkozy gibt bekannt, dass er sich von seiner Frau trennen werde.[36]
- Karatschi/Pakistan: Bei einem Anschlag sterben in Pakistan 130 Menschen.[37]
- Lissabon/Portugal: Bei den Verhandlungen sollen die Meinungsverschiedenheiten beseitigt werden. Das größte Problem wird die Anzahl der Sitze für Italien sein. Italien fordert mehr Sitze, als nach aktuellen Planungen.[38]
- Lissabon/Portugal: In der portugiesischen Hauptstadt demonstrieren mindestens 150.000 Menschen gegen die EU-Verträge. Es ist die größte Demonstration in Portugal seit 15 Jahren.[39]
- Russland: Präsident Putin kündigt die Entwicklung einer neuen Generation von Atomraketen an.[40]

### Freitag, 19. Oktober 2007

EU-Flagge

- Bonn/Deutschland: Sechs weitere Universitäten wurden als Eliteuniversitäten ausgewählt.[41]
- Lissabon/Portugal: In Lissabon, Portugal, einigen sich die EU-Regierungschefs auf den Vertrag von Lissabon. Dabei wurde beschlossen, dass Italien einen Sitz mehr bekommt, als vorher geplant. Im Vertrag wurde beschlossen, dass zu einem Beschluss nicht mehr alle einverstanden sein müssen, sondern nur noch die sog. Doppelte Mehrheit mit 55 %, zu diesen Staaten müssen 65 % der Bürger der Europäischen Union angehören. Bis 2009 sollen die Staatenparlamente oder Volksabstimmungen dem Vertrag zustimmen. Das Parlament soll danach nicht mehr aus 785 sitzen bestehen, sondern nur noch aus 750. Im Vertrag ist auch eine Regel enthalten, nach der Bürger ein Gesetz fordern können, wenn es von einer Million Bürger unterschrieben wurde. Im Dezember soll dieser Vertrag in Brüssel unterschrieben werden. Die neuen Abstimmungsregeln gelten erst ab 2014, die Regeln zum Parlament und zum EU-Außenminister gelten ab 2009.[42][43][44]
- Washington, D.C./Vereinigte Staaten: Präsident Bush fordert von anderen Staaten Sanktionen gegen die Regierung Myanmars und kündigte von den USA Wirtschaftliche Sanktionen, Einreiseverbote gegen Menschenrechtsverletzungen an.[45]
- Wiesbaden/Deutschland: In Wiesbaden berät die Ministerkonferenz über Rundfunkgebühren.

### Samstag, 20. Oktober 2007
- Berlin/Deutschland: Die GDL kündigt an, dass Montag, Dienstag und Mittwoch Streiks zu erwarten sind. Wann die Streiks stattfinden wird um 16:00 Uhr am Vortag bekanntgegeben.[46]
- Paris/Frankreich: Im Finale der Rugby-Union-Weltmeisterschaft 2007 gewinnt Südafrika mit 15:6 gegen England.
- Rügen, Stralsund/Deutschland: Zwischen der Insel Rügen und dem vorpommerischen Festland wird die neue Strelasundquerung, die viertlängste Straßenbrücke Deutschlands, feierlich eingeweiht.[47]
- Warschau/Polen: Vor den Parlamentswahlen bekommt die jetzige Opposition nach Umfragen mehr Stimmen als vorher.[46]

### Sonntag, 21. Oktober 2007

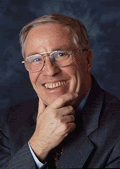
SVP-Politiker Christoph Blocher

- Ankara/Türkei: Bei einem Referendum in der Türkei wurde eine Verfassungsänderung befürwortet. Künftig wird der Staatspräsident nicht mehr vom Parlament, sondern direkt vom Volk gewählt. Die Amtszeit des Präsidenten wird von sieben auf fünf Jahre verkürzt.[48]
- Bern/Schweiz: Bei den Parlamentswahlen gewinnen die Schweizerische Volkspartei (SVP), die Christlichdemokratische Volkspartei (CVP) und die Grünen Mandate im Nationalrat hinzu, während insbesondere die Sozialdemokraten und die Freisinnigen Abgeordnetensitze verlieren. Im Ständerat bestätigen die Wähler die CVP als stärkste Fraktion.[49][50]
- Ljubljana/Slowenien: Präsidentschaftswahlen in Slowenien (siehe auch: Politisches System Sloweniens)
- São Paulo/Brasilien: Finale der Formel-1-Saison 2007. Beim GP von Brasilien wird Kimi Räikkönen zum ersten Mal in seiner Karriere Formel-1-Weltmeister.[51]
- Warschau/Polen: Parlamentswahl in Polen – Sieger der Wahl ist mit über 41 % die oppositionelle liberale Platforma Obywatelska von Donald Tusk, während die polnische Regierungspartei mit nur 31 % der Stimmen verliert. Recht und Gerechtigkeit von Jarosław Kaczyński die Wahlen verliert. Die bisher im Parlament vertretenen Parteien Samoobrona und die Liga Polnischer Familien scheitern an der 5-Prozent-Hürde.[52]

### Montag, 22. Oktober 2007
- Ankara/Türkei: Die Türkei ist entschlossen, militärisch gegen kurdische Separatisten im Nordirak vorzugehen – obwohl die USA um einen Aufschub einer solchen Operation gebeten haben. Der türkische Ministerpräsident Erdogan sagt: „Wir brauchen von niemandem Erlaubnis“.
- Heuersdorf/Sachsen: Mit dem Anheben der Emmauskirche aus dem 13. Jahrhundert auf Transporthöhe wird der mehrtägige Umzug ins 12 Kilometer entfernte Borna eingeleitet, weil die Mitteldeutsche Braunkohlengesellschaft in Heuersdorf das Bergbaurevier Südraum Leipzig erschließen will.[53]
- Warschau/Polen: Nach der Auszählung der Stimmen hat Donald Tusk Polens Wahl gewonnen. Tusk kündigt an, dass er das Verhältnis zu den anderen EU-Staaten, besonders Deutschland verbessern möchte. Er kündigt an, die Grundrechte Karte, die Kaczyński abgelehnt hatte, zu unterschreiben. Kaczyńskis Bruder bleibt als Ministerpräsident im Amt und kann so Gesetze durch ein Veto blockieren.[54]
- Beim SPD-Parteitag entscheidet sich die Partei für den Vorschlag von Kurt Beck, das Arbeitslosengeld I für ältere Arbeitslose zu verlängern. Müntefering kündigt an, nicht mehr öffentlich für seinen Vorschlag zu werben.[54]
- Die GDL kündigt an, dass Streiks ab Donnerstag zu erwarten sind.[54]
- Die EU schlägt ein Gesetz gegen für Menschen gefährliche Spritzmittel vor. Nach einer Studie waren in 50 % der Proben Pestizide enthalten.[54][55]

### Dienstag, 23. Oktober 2007

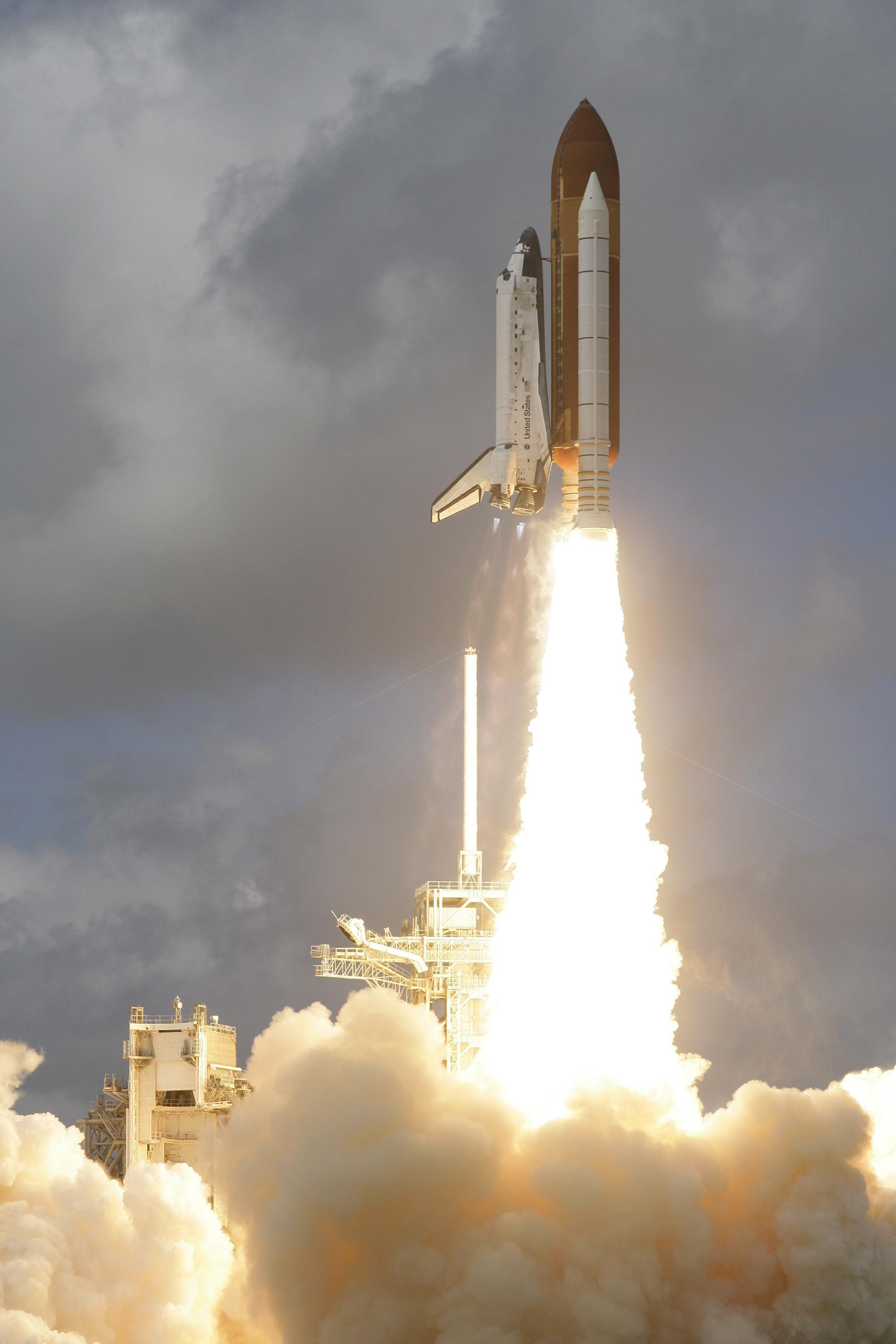
Start der Discovery

- Beirut/Libanon: Präsidentschaftswahlen im Libanon
- Cape Canaveral/Vereinigte Staaten: Um 17.38 Uhr MESZ startet das US-Space Shuttle Discovery zur Mission STS-120. Bei der Mission sollen das Bauteil „Harmony“ an der ISS befestigt werden. Nach Angaben der NASA werden bei dieser Mission die schwierigsten Bauarbeiten bisher an der ISS vorgenommen.
- Deutschland: In Deutschland können Studenten jetzt auch BaFöG beantragen, wenn sie in einem EU-Mitgliedsland studieren und nicht zuvor in Deutschland ein Jahr studierten.
- Kalifornien/Vereinigte Staaten: In großen Teilen Kaliforniens wüten Waldbrände. Die Brände werden durch die Trockenheit begünstigt und durch den Wind verbreitet.
- Türkei: Präsident Erdoğan kündigt an, dass er diplomatischer gegen die PKK vorgehen werde.
- Die EU schafft das VW-Gesetz ab, das seit 1961 gilt.
- Im EU-Parlament wird ein Gesetz vorgeschlagen, mit dem Hochqualifizierte einfacher einreisen können. Dafür müssen sie eine Arbeitsstelle nachweisen, die dreimal so hoch bezahlt wird wie der Mindestlohn. Kritik an diesem Gesetz kommt aus Deutschland, weil es in Deutschland schon hochqualifizierte Arbeitslose gibt.

### Mittwoch, 24. Oktober 2007

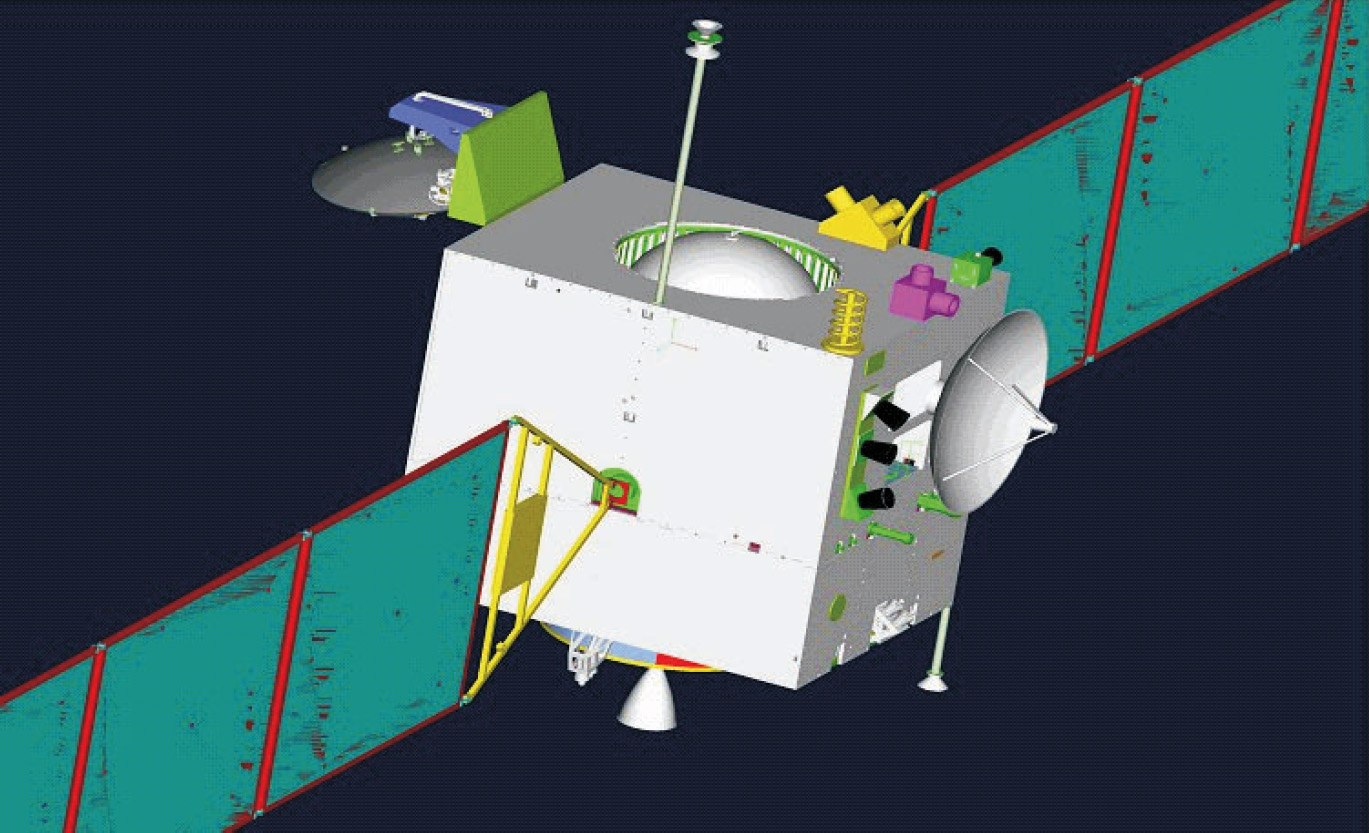
Chang'e-1

- Kalifornien/Vereinigte Staaten: Die Waldbrände verschlimmern sich.[56]
- Liangshan/China: Mit dem Start der Raumsonde Chang'e-1 vom Kosmodrom Xichang in Südwestchina aus sendet die Volksrepublik erstmals eine Mondsonde in den Weltraum.[57]
- Moskau/Russland: Der so genannte „Schachbrettmörder“ Alexander Pitschuschkin wird für schuldig befunden, 48 vollendete und drei versuchte Morde in den Jahren 1992 bis 2006 begangen zu haben. Pitschuschkin gestand 63 Morde, die jedoch nicht alle nachgewiesen werden konnten.[58]
- Noordwijk/Niederlande: Bei dem NATO-Ministertreffen in Nordweik wird über den Afghanistaneinsatz beraten.[56]
- Die Deutsche Bahn AG erstellt den Notfahrplan für den angekündigten Streik der GDL. Es werden jedoch ca. die Hälfte aller Nahverkehrszüge ausfallen.[56]
- Die türkische Regierung kündigt Wirtschaftssanktionen gegen PKK-Unterstützer an.[56]

### Donnerstag, 25. Oktober 2007
- Grevenbroich/Deutschland: Bei einem schweren Unfall auf der Großbaustelle eines Braunkohlekraftwerks der RWE werden 3 Bauarbeiter getötet und sechs weitere schwer verletzt. Unter den Toten ist ein Tschechischer Arbeiter und zwei Slowakische Arbeiter.[59][60]
- Kalifornien/Vereinigte Staaten: Um die Brände zu löschen werden auch Gefangene eingesetzt.[60]
- Die GDL streikt im Nahverkehr.[60]
- Beim NATO-Treffen wird unter anderem über das US-Raketenabwehrsystem verhandelt.[60]
- Mit dem ersten fahrplanmäßigen Flug der A380 bei Singapore Airlines beginnt eine neue Ära der Luftfahrtgeschichte.

### Freitag, 26. Oktober 2007

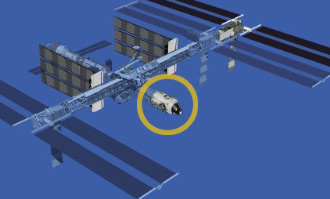
Position des Harmony-Moduls

- Hamburg/Deutschland: Beim SPD-Parteitag wird Kurt Beck mit 95,5 % der Stimmen im Amt bestätigt.[56]
- Kalifornien/Vereinigte Staaten: Die Waldbrände entspannen sich. Es brannte eine Fläche von der doppelten Größe Berlins ab.[56]
- Mafra/Portugal: Beim EU-Russland-Gipfel vergleicht der russische Präsident Putin die Situation des US-Raketenabwehrsystems mit der Kubakrise von 1962, als die Sowjetunion Atomwaffen auf dem verbündeten Kuba lagert.[56]
- Orbit: Bei einem Außenbordeinsatz wird mit dem Aufbau des 16 Tonnen schweren Moduls Harmony an der ISS begonnen.[56]
- Nach dem längsten Streik in der Geschichte der GDL wird ein Ultimatum auf Montag Nachmittag gesetzt. Die Deutsche Bahn AG hält dieses Ultimatum für Erpressung. Im Westen fallen ca. die Hälfte der Züge im Nahverkehr aus, das sind weniger als im Osten, weil die GDL im Osten mehr Mitglieder hat.[56]
- Apple startet den Verkauf von Mac OS X 10.5 Leopard

### Samstag, 27. Oktober 2007
- Ankara/Türkei: Die türkische Regierung fordert von Europa gegen die PKK vorzugehen und nach Europa geflüchtete PKK-Kämpfer auszuliefern.[61]
- Hamburg/Deutschland: Beim SPD-Parteitag stimmt die SPD für ein Tempolimit auf Autobahnen, gegen die Bahnprivatisierung und für den Afghanistaneinsatz.[61]
- Kalifornien/Vereinigte Staaten: Nach den Waldbränden kehren die Bewohner in ihre Häuser zurück.[61]
- Vereinigte Staaten: Die USA weisen den Vergleich mit der Kubakrise des Russischen Präsidenten Putin zurück.[61]
- In Deutschland erscheint die Übersetzung des 7. Harry Potter (Harry Potter und die Heiligtümer des Todes)

### Sonntag, 28. Oktober 2007

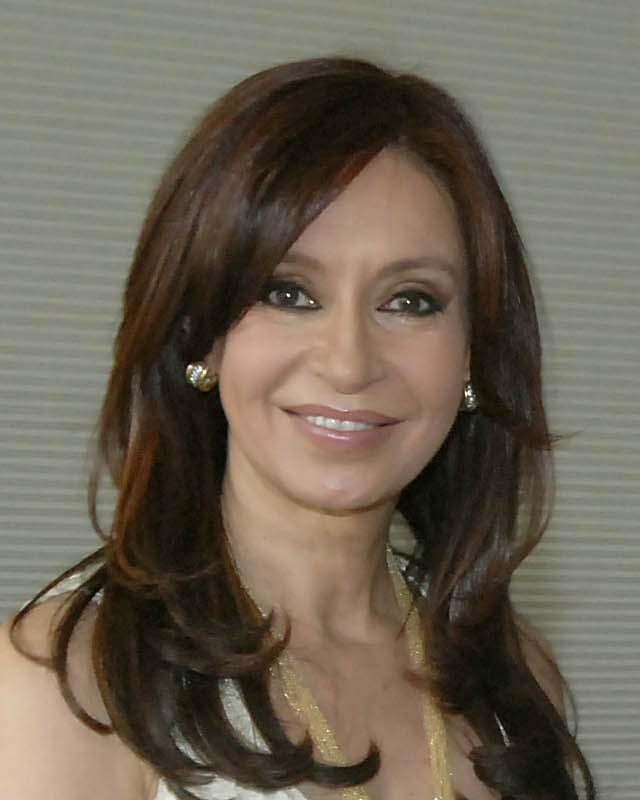
Cristina Fernández de Kirchner

- Berlin/Deutschland: In Berlin gibt es Krawalle zwischen Türken und Kurden.
- Berlin/Deutschland: Angela Merkel kritisiert die Pläne der SPD für ein Tempolimit, sie sagt, dass ein Stau mindestens genau so umweltunfreundlich sei, wie zu schnell zu fahren.
- Buenos Aires/Argentinien: Die Präsidentschafts- und Parlamentswahlen in Argentinien gewinnt mit mehr als 44 % Cristina Fernández de Kirchner, die als erste Frau das Präsidentenamt in Argentinien am 10. Dezember 2007 übernehmen wird.
- Deutschland: Der Deutsche Umweltpreis ist unter anderem an Hans Joachim Schellnhuber für seinen Einsatz gegen den Klimawandel verliehen worden.[62]
- Hamburg/Deutschland: Die Delegierten des Parteitags der SPD verabschieden ein neues Grundsatzprogramm. Das Hamburger Programm, dessen Notwendigkeit sich laut SPD aus der gesellschaftlichen Entsolidarisierung und Individualisierung erschließt, löst das Berliner Programm aus dem Jahr 1989 ab.[63][64]
- Kalifornien/Vereinigte Staaten: Nach den Waldbränden ist die Luft sehr verschmutzt. Es gibt viele Atembeschwerden.

### Montag, 29. Oktober 2007

Logo des Bundesministeriums für Umwelt, Naturschutz und Reaktorsicherheit

- Berlin/Deutschland: Die Gewerkschaft Deutscher Lokomotivführer kündigt an, dass es vor dem Urteil des Sächsischen Landesarbeitsgerichtes in Chemnitz keine Streiks geben werde. Die GDL wolle das Urteil abwarten, ob auch Güter- und Fernverkehr gestreikt werden dürfe.[65]
- Berlin/Deutschland: Nach Angaben des Prognos Instituts und des Umweltbundesamts verursacht das Internet in Deutschland vier Millionen Tonnen CO2 durch den Stromverbrauch, damit sei der CO2-Ausstoß des Internets so groß, wie der des Luftverkehrs. Die Anzahl der Internetbenutzer verdoppelte sich alle ca. 5 Jahre, durch diese Zunahme wird sich der CO2-Ausstoß noch erhöhen.[66][67]
- Bonn/Deutschland: Es wurde mit dem Gesetzentwurf zur Vereinfachung des deutschen Umweltrechts begonnen. Das Bundesministerium für Umwelt, Naturschutz und Reaktorsicherheit kündigt an, dass der Gesetzentwurf bis Mitte November 2007 fertig sein solle.[65]
- Hamburg/Deutschland: Die Beschlüsse vom SPD-Bundesparteitag werden von den anderen Parteien kritisiert. Die CDU kündigt an, dass es mit ihr kein Tempolimit auf Autobahnen geben werde. Die FDP hält die Bundesregierung für regierungsunfähig und bevorzugt vorgezogene Bundestagswahlen.[65]
- Wien/Österreich: Der UNIDO-Mitarbeiter Aeryn M. J. Gillern verschwindet im Alter von 35 Jahren unter mysteriösen Umständen.
- Wiesbaden/Deutschland: Nach Angaben des Statistischen Bundesamts steigt die Sparquote auf 10,9 %, das sei so hoch wie zuletzt im Jahre 1990.[65]
- Die USA sind nicht mehr gegen den militärischen Vorstoß der Türkei im Nordirak, eine Sprecherin des Weißen Hauses sagt, dass die Türken das Recht hätten, die acht Soldaten, die von der PKK entführt wurden, zu suchen.[65]

### Dienstag, 30. Oktober 2007

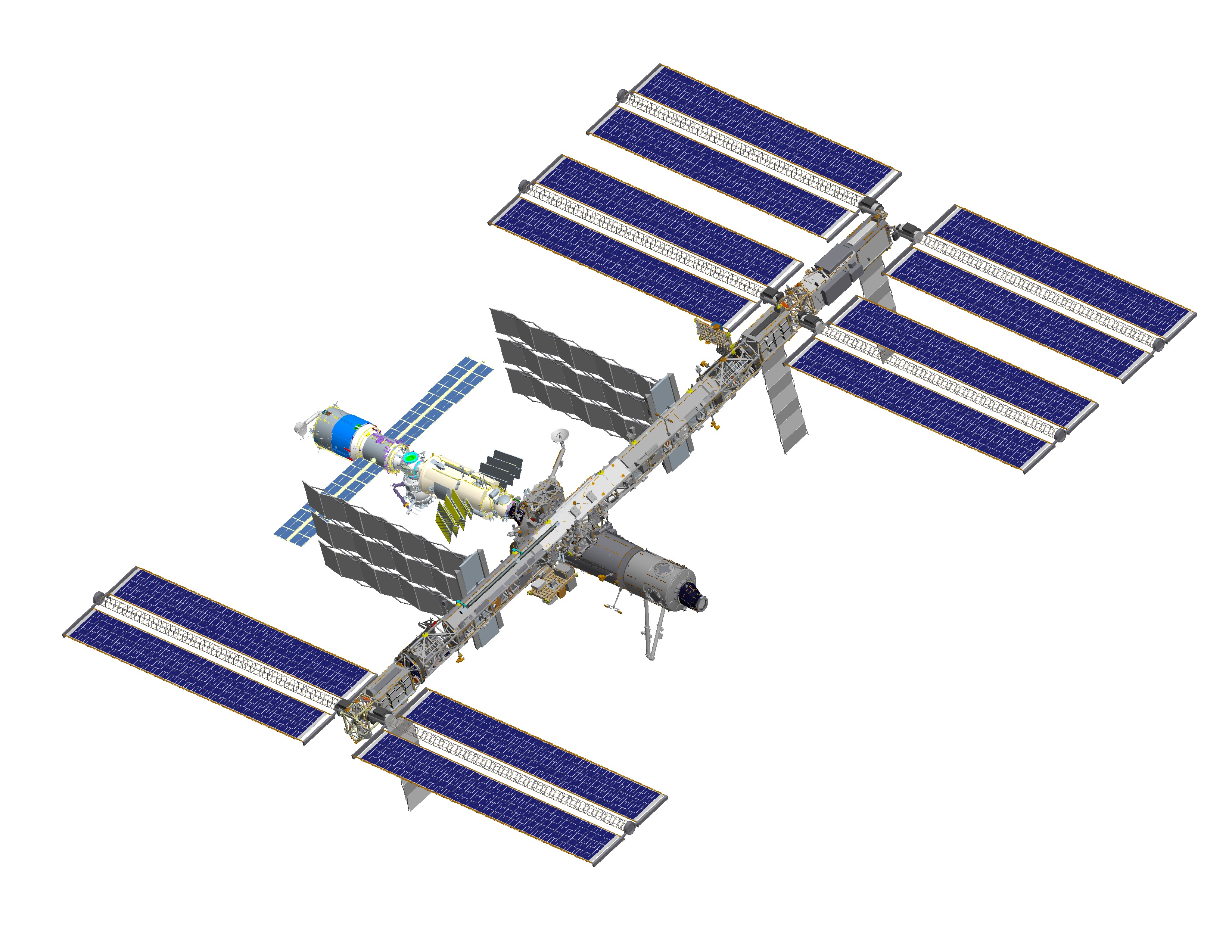
Konfiguration der ISS nach der Mission STS-120

- Deutschland: Die Arbeitslosenzahlen im Oktober sind um 110.000 seit September gesunken. Im Oktober sind noch 3.434.000 arbeitslos gemeldet, das sind 650.000 weniger als im Vorjahr.[68]
- Deutschland: Die SPD setzt sich dafür ein, dass die Fahrtkosten zur Arbeit auch für weniger, als 20 km steuerlich absetzbar ist, seit Januar 2007 können nur die Kosten ab dem 21. Kilometer abgesetzt werden. Auch von CDU-Mitgliedern wird dies unterstützt. SPD-Fraktionsvorsitzender Peter Struck sagt, die Regel der jetzigen Pendlerpauschale sei verfassungswidrig. Bundesfinanzminister Peer Steinbrück (SPD) ist dagegen.[68]
- Indien: Die deutsche Bundeskanzlerin Angela Merkel ist auf Staatsbesuch in Indien.[69]
- Italien: Im Mittelmeer sterben mehrere Migranten aus Afrika beim Versuch der Einwanderung in die Europäische Union. Die italienischen Behörden nehmen 14 Personen unter Verdacht der Schlepperei fest.[70]
- Orbit: Die Astronauten der Mission STS-120 montieren den Träger der Solarzellen der ISS. Wenn alles funktioniert, wäre damit die Stromversorgung für das europäische Raumlabor Columbus gesichert.[71]
- Rheinsberg/Deutschland: Der Reaktor-Druckbehälter des stillgelegten Kernkraftwerks Rheinsberg wird ins fast 300 km entfernte Zwischenlager im mecklenburgischen Lubmin gebracht. Es ist der erste Reaktortransport auf deutschen Schienen. Zwölf Atomgegner, die die Gleise blockieren, werden vorübergehend festgenommen. Das Atomkraftwerk wurde in der DDR am 9. Mai 1966 offiziell in Betrieb genommen.[68][72]
- Zürich/Schweiz Der Fußball-Weltverband FIFA entscheidet über die Fußball-Weltmeisterschaft der Frauen 2011; den Zuschlag erhält Deutschland.[73]
- Bundesumweltminister Gabriel (SPD) ist gegen ein Tempolimit, er sagt, dass ein Tempolimit dem Klima nur wenig nützen würde.[68]
- Die GDL kündigt an, schon am Wochenende den Güterverkehr zu streiken, wenn das Landesarbeitsgericht in Chemnitz das Streikverbot für Güterverkehr aufhebt.[68]

### Mittwoch, 31. Oktober 2007

Lage von Myanmar

- Berlin/Deutschland: In der großen Koalition wird weiter über den gesetzlichen Mindestlohn in der Postbranche gestritten, die CDU argumentiert gegen den Mindestlohn, dass bei den Verhandlungen mit Ver.di um den Mindestlohn nur die Post und nicht die Konkurrenz beteiligt waren. Damit seien nach der CDU nur ein Drittel der Postbranche beteiligt, nach der SPD 90 %.[74]
- Madrid/Spanien: Das spanische Parlament verabschiedet ein Gesetz zur offiziellen Verurteilung des Franco-Regimes und zur Anerkennung der Rechte von Menschen, die während des Bürgerkriegs und der anschließenden Diktatur aus politischen, ideologischen oder religiösen Gründen verfolgt wurden.[75]
- Madrid/Spanien: 21 der 28 Beteiligten der Anschläge von Madrid wurden zu Haftstrafen verurteilt, es wurde nur verurteilt, bei dem es sichere Beweise gibt, deshalb wurden die restlichen 7 freigesprochen und bekommen Schadensersatz. Nach spanischem Recht werden die Einzelstrafen addiert, deshalb forderten die Staatsanwälte 300.000 Jahre Haft. Der Hauptangeklagte wurde zu 40.000 Jahren Haft verurteilt, zwei weitere Hauptangeklagte wurden zu mehr als 30.000 Jahren verurteilt, nach spanischem Recht beträgt die Maximalhaftzeit jedoch nur 40 Jahre. Bei den zehn Bombenexplosionen auf Züge starben 191 Menschen, fast 2.000 wurden verletzt.[74][76][77]
- Pakokku/Myanmar: Zum ersten Mal seit Anfang Oktober demonstrieren wieder buddhistische Mönche.[78]
- Russland: Das Land entzieht der Lufthansa Cargo die Flugrechte, wegen Streits über Flug- und Sicherheitsgebühren.[79]
- Stuttgart/Deutschland: Umweltministerin Tanja Gönner (CDU) kündigt an, dass ab 1. März 2008 in acht baden-württembergischen Städten ein Fahrverbot für Autos ohne Umweltplakette sein wird.[80]
- Togliatti/Russland: In Togliatti wurde ein Bombenanschlag auf ein Bus verübt.[74]
- Wiesbaden/Deutschland: Das BKA lässt die NS-Vergangenheit des BKA untersuchen.[74]
- Laut einer Studie des Umweltbundesamts kann durch das Klimaschutzprogramm der Bundesregierung 5 Mrd. Euro eingespart werden. Bundesumweltminister Gabriel sagt, dass sich die Klima-Investitionen für den Klimaschutz und die Wirtschaft lohne.[74]
- Die Bundesregierung schlägt ein Gesetz zum Schutz vor Übernahmen deutscher Firmen von ausländischen Firmen vor, wenn es ein Sicherheitsrisiko für die Öffentlichkeit ist. Danach soll das Wirtschaftsministerium einen Kauf verhindern können, wenn ein ausländischer Unternehmer mehr als ein Viertel eines deutschen Unternehmens kaufen möchte. Kritik an diesem Vorschlag kommt aus der FDP, sie warnt davor, dass ausländische Firmen dann auch nicht so einfach gekauft werden könnten.[74]

## Weblinks

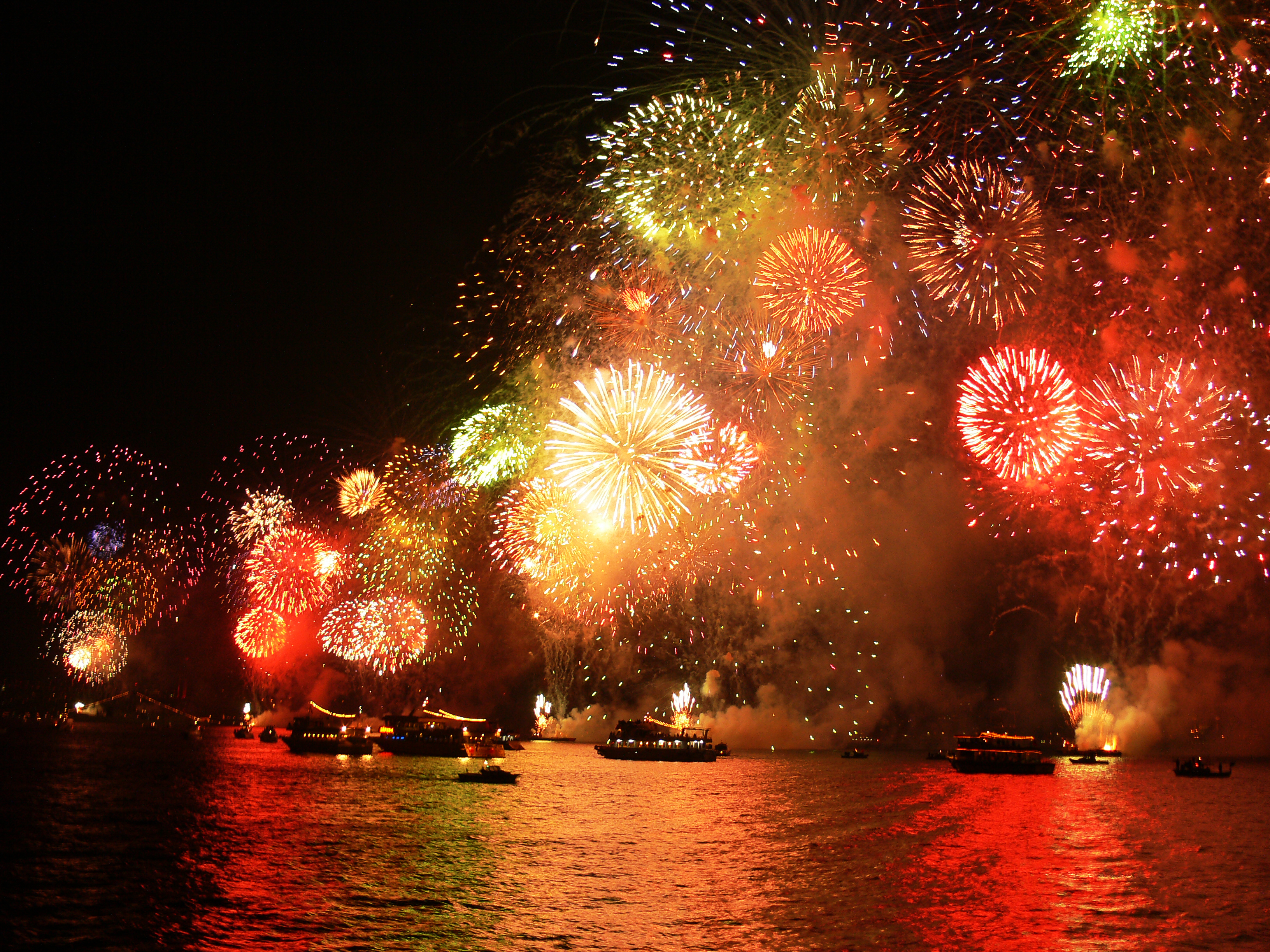
Istanbul im Oktober 2007